# Enrique IX de Reuss-Köstritz
El Conde Enrique IX de Reuss-Köstritz (15 de septiembre de 1711, Köstritz-16 de septiembre de 1780, Berlín) fue conde en Köstritz y el fundador de la rama mediana de Reuss-Köstritz.

## Biografía
Enrique IX era un hijo del Conde Enrique XXIV y de su esposa, la Baronesa Leonor de Promnitz-Dittersbach (1688-1776).
Alcanzó un grado en Leyes y Ciencias Políticas. Después de su grand tour, fue a las fincas de su madre en Silesia, donde tomó un puesto como funcionario legal. A través de las conexiones de su familia conoció al futuro rey Federico II de Prusia. Después asumió un puesto como consejero en el Kammergericht en Berlín.
De 1762 a 1769, Enrique fue director Real de Correos y Jefe del sistema postal. Después ascendió para convertirse en ministro dirigente, alto funcionario civil y un estrecho consejero personal de Federico el Grande.
Murió en 1780 y fue enterrado en la Iglesia de la Guarnición militar en Berlín.

## Matrimonio e hijos
Enrique IX contrajo matrimonio el 7 de junio de 1743 en Dorth, cerca de Deventer, con Amalia (1715-1787), una hija del Conde Carlos de Wartensleben y Flodroff y su esposa, Juana Margarita Huysseman von Cattendyck. Con ella tuvo los siguientes nueve hijos:
- Emilia (1745-1754)
- Sofía (1746-1746)
- Enrique XXXVII (1747-1774)
- Enrique XXXVIII (1748-1835), Conde de Reuss-Köstritz
- Enrique XXXIX (1750-1815)
- Enrique XLI (1751-1753)
- Enrique XLIV (1753-1832), Príncipe de Reuss-Köstritz
- Luisa (1756-1807), desposó en 1792 al Barón Carlos de Knobelsdorff
- Enrique L (1760-1764)